# Albedoformationer på Mars

Planeten Mars, som den ser ut genom ett litet teleskop. Färgskiftningarna är albedoformationer.

Albedoformationerna på Mars är ljusa och mörka formationer och mönster som kan ses på planeten Mars från ett jordbaserat teleskop. Innan rymdsonder började användas för utforskningen av Mars, gjorde astronomer flera kartor över Mars där formationerna gavs namn. Idag har den ökade förståelsen av Mars geografi gjort att många av namnen inte längre brukas, men vissa gamla namn används fortfarande för att beskriva geografiska områden på planeten.